# Tấn Thành công
Tấn Thành công (chữ Hán: 晋成公, cai trị: 606 TCN – 600 TCN), tên thật là Cơ Hắc Đồn (姬黑臀), là vị vua thứ 27 của nước Tấn - chư hầu nhà Chu trong lịch sử Trung Quốc.

## Thân thế
Tấn Thành công là con thứ của Tấn Văn công – vua thứ 24 nước Tấn. Mẹ ông là con gái nhà Chu. Khi Tấn Văn công sắp mất cho Hắc Đồn sang làm quan nhà Chu.
Năm 607 TCN, Tấn Linh công xa xỉ, mưu giết đại thần, bị Triệu Xuyên đánh úp giết chết. Đại phu Triệu Thuẫn sai Triệu Xuyên sang nhà Chu đón Hắc Đồn về lập làm vua, tức là Tấn Thành công.

## Tranh bá với Sở
Nước Tấn thời Thành công vẫn duy trì vai trò bá chủ chư hầu. Năm 606 TCN, Tấn Thành công sai Triệu Thuẫn đi đánh nước Trịnh vì nước Trịnh bỏ Tấn theo Sở.
Năm 604 TCN, Trịnh Tương công lên ngôi xin giảng hòa, thần phục nước Tấn. Sở Trang vương bèn mang quân đánh Trịnh. Tấn Thành công điều quân đi cứu Trịnh.
Năm 600 TCN, Tấn Thành công hội chư hầu ở đất Hỗ. Trần Linh công sợ nước Sở nên không tới hội. Tấn Thành công sai Tuân Lâm Phủ đi đánh Trần, nhân đó đánh Sở để cứu nước Trịnh. Quân Tấn đánh bại quân Sở.
Cùng năm đó Tấn Thành công qua đời. Ông ở ngôi 7 năm. Con ông là Cơ Cứ được lập nối ngôi, tức là Tấn Cảnh công.